# Првомајска улица (Земун)
| Улица Првомајска                                  | Улица Првомајска    |
| ------------------------------------------------- | ------------------- |
|                                                   |                     |
| Општина                                           | Земун               |
| Почетак                                           | др Теодора Херцла   |
| Крај                                              | Улица Пазовачки пут |
| Дужина                                            | 500 m               |
| Ширина                                            | 16 m                |
| Названа                                           | Првомајска          |
| Стари називи                                      | Првомајска          |
|                                                   |                     |
|                                                   |                     |
| Почетни део Првомајске од Улице др Теодора Херцла |                     |

Првомајска улица у Земуну једна је од магистралних улица у Горњем граду у Општини Земун, која се пружа од улице др Теодора Херцла, на југу до Пазовачког пута на северу. Преко Пазовачког пута Првомајска улица се повезује са једне стране са саобраћајницом Т-6, односно аутопутем Београд—Нови Сад а са друге стране преко улица др Теодора Херцла и Ивићеве са улицама Тошин бунар и Вртларском, са Доњим градом и  Новим Београдом.

## Назив улице
Улица је добила име у част обележавања једног од државних празника у Републици Србији — Првог маја (или 1. мај) који се поистовећује са међународним Празником рада, који је проистекао из традиције радничког покрета, иако слављење првог маја има корене у древним паганским празницима природе чије је поштовање преживело до данашњих дана.

## Положај и пространство
Улица се налази на Земунској лесној заравни са апсолутним котама терена од 93 — 94 мнв, чију геолошку грађу чине лесне наслаге које се налазе у надизданској и изданској зони (лесоиди). Рецентне творевине, представљене различитим врстама насутог тла, налазе се на површини Првомајске улице, а резултат су антропогене делатности на овом делу територије Земуна.
Административно Првомајска припада Општини Земун у ободном делу насеља „Сава Ковачевић”. 
Почиње од улица др Недељка Ерцеговца, на југу и у дужини од око 500 метара пружа се у благом луку ка северу све до Пазовачког пута (према саобраћајници Т-6) и са њим се стапа у јединствену целину, на крајњој тачки лесног брега. 
На јужном крају Првомајска се укршта са четири улице:
- Улицом др Недељка Ерцеговца, којом се спушта се све до улице Тошин бунар.
- Улицом Приградском којом је повезана са Угриновачком улицом.
- Улицом Ђорђа Пантелића, којом се спушта Калварицама све до Спиртине улице и Тошиног бунара.
- Улицом Златиборском, којом је повезана са насељем Марија Бурсаћ

Првомајска улица је већим делом у двосмерном систему саобраћаја (јужни део), док у сверном малом делу, функционише у систему једносмерних улица, и наставља се Пазовачки путем, према саобраћајници Т-6.

## Значај
Улога Првомајске улице је да, као једна од три магистралне улице између централног језгра Земуна и аутопута Београд-Нови Сад (друге две су Угриновачка и Цара Душана) опслужи садржаје у контактном подручју са насељима Горњи Град, Саве Ковачевића, Сутјеска, Марије Бурсаћ.  

## Саобраћај
У функционално рангираној уличној мрежи града, део Првомајске улице са јужне стране је улица првог реда, коју у наредном периоду треба реконструисати у складу са саобраћајним захтевима. Док је део Првомајске улице који је са северне стране, једносмерна улица другог реда.

## Јавни градски превоз
Трасе аутобуских линије 15 и 78. јавног градског превоза пружају се целом дужином Првомајске улице, а од раскрснице са Улицом Рада Кончара пружа се аутобуска линија 18. Са обе стране улице налазе се по 4 стајалишта јавног превоза.
У зони Првомајске улице код Пазовачког пута и код Тржног центра „Макси-Делез”, налазе се такси станице.